# Premier assistant opérateur
Le premier assistant opérateur de prise de vues est un assistant technique du directeur de la photographie et du cadreur de tournage. Il est responsable du matériel de prise de vues : caméra, objectifs, accessoires... dont il assure la mise en œuvre. Il est le chef de l'équipe caméra, et son supérieur est le directeur de la photographie.

## Assistant opérateur
L’assistant opérateur effectue les essais caméra avant le tournage, la préparation et la mise en place de ce matériel durant le tournage, et en assure le bon fonctionnement, organisant sa disponibilité opérationnelle selon les besoins du directeur de la photographie, du cadreur et de la mise en scène.
Il collabore avec le directeur de la photographie dans le choix des caméras et des objectifs, et vient compléter ou préciser les demandes de la production, du réalisateur et du chef opérateur en ce qui concerne les accessoires. Ses compétences sont à la fois techniques (caméra, optique, accessoires caméra), d'organisation et de sensibilité, notamment pour le point qui doit correspondre aux orientations de la mise en scène. Pendant les prises, c'est lui qui assure la mise au point de l'objectif, paramètre essentiel de l'esthétique et de la lisibilité des plans. D'où son appellation familière de pointeur, traduction directe de la dénomination en Anglais de "focus puller". Par exemple, la "bascule de point" est un choix du réalisateur qui peut favoriser tel ou tel personnage disposé dans la profondeur de champ d'un plan et qui nécessite une modification de la mise au point au cours de la prise de vues.
Il est assisté par un deuxième assistant opérateur, chargé de la gestion des magasins (caméra argentique) ou des disques durs et mémoires de masse, et parfois par un troisième assistant (ou assistant-vidéo).
Le premier assistant opérateur est un cadre de l'équipe de tournage. Il est parfois désigné simplement sous le nom d'assistant opérateur, en particulier sur les tournages à équipe réduite où il n'y a pas de deuxième assistant opérateur. Il peut être également nommé assistant caméra. Ce terme est discutable car on assiste bel et bien un opérateur et non une caméra.
Au féminin, on parle d'assistante opératrice et au pluriel, d'assistants opérateurs.

## Comment devenir premier assistant-opérateur

### En France
Les formations idéales pour devenir premier assistant-opérateur sont d'étudier à l'Ecole National Supérieur Louis Lumière, à la Femis, à l'Ecole Nationale Supérieure La CinéFabrique. Il existe également des formations comme l'ESAV à Toulouse, les Licences et Masters Image et Son, ou des BTS Audiovisuels (option Métiers de l'image).
Pour les formations privées, il existe maintenant beaucoup d'établissements accessibles à n'importe quel bac: 3IS, EICAR, ESEC...
Comme la plupart des métiers de l'audiovisuel, on peut également « apprendre sur le tas ».
Dans tous les cas, on commence en général sur le plateau comme assistant-vidéo, puis second assistant-opérateur, avant de passer premier assistant-opérateur.

## Le salaire
En France en 2016, le salaire minimum du premier assistant-opérateur est de 1457.55 euros par semaine pour 46h hebdomadaire (semaine de 5 jours, dont 3 heures d'équivalences), selon l'Annexe II de la convention collective nationale de la production cinématographique et des films publicitaires de 2016.
En règle générale, c'est le premier assistant-opérateur qui négocie les salaires de toute l'équipe caméra.